# Gentilonipakten
Gentilonipakten (italienska: Patto Gentiloni) var en överenskommelse år 1913 mellan den italienske konseljpresidenten Giovanni Giolitti och greve Ottorino Gentiloni, ledare för Italienarnas Katolska Valunion mellan 1909 och 1916, att få katolska väljare att stödja Giolittis koalition under det allmänna valet 1913.

## Bakgrund
På grund av den förbättrade relationen mellan katolikerna och den italienska liberala staten såg Giolitti under 1910-talet en möjlighet att få ytterligare slagkraft och få med sig massan efter att rösträtten hade utvidgats till alla vuxna män.
År 1904 gav påve Pius X ett informellt godkännande till katolikerna att rösta på regeringskandidater i områden där det Italienska socialistpartiet kunde vinna. Eftersom socialisterna var ärkefiender till kyrkan, ledde den reduktionistiska logiken hos kyrkan till att främja alla anti-socialistiska åtgärder. Att rösta på socialisterna var lika med bannlysning från Kyrkan.
Vatikanen hade två huvudsakliga mål vid den här tidpunkten: att hejda socialismens utbredning och övervaka katolska gräsrotsorganisationer (kooperativ, bondeligor, kreditunioner etc.) Eftersom den stora massan tenderade att vara djupt religiös men ganska outbildad, kände kyrkan att de behövde vägledning så att de inte stöttade felaktiga ideal såsom socialism eller anarkism. 
Samtidigt förstod den italienske premiärministern Giolitti att tiden var mogen för samarbete mellan katoliker och det liberala systemet av regeringen.       